# Presumed Innocent (película)
Presumed Innocent (en España, Presunto inocente) es una película estadounidense de 1990, dirigida por Alan J. Pakula y protagonizada por Harrison Ford, Brian Dennehy, Raúl Juliá, Bonnie Bedelia, Greta Scacchi y Paul Winfield en los papeles principales. Está basada en la novela Presunto inocente del escritor estadounidense Scott Turow.
Galardonada con el premio BMI Film Music Award  1991 por la banda sonora de John Williams.

## Sinopsis
El abogado Rozat Sabich (Harrison Ford), que tuvo una relación extramatrimonial con una compañera de trabajo (Greta Scacchi), es sospechoso de su posterior asesinato. Todo el sistema legal, por el que él ha luchado, está ahora en su contra, y finalmente el caso se lleva ante un juez. Sin embargo, durante el juicio se descubren muchos fallos de la acusación, por lo que el caso debe ser sobreseído por el juez con una disculpa hacia el acusado que no cometió el asesinato.
Después del juicio, la vida de Sabich vuelve a su cauce hasta que un día descubre, por casualidad, que fue su esposa (Bonnie Bedelia) quien mató a la amante de su marido porque se había enterado de su relación extramatrimonial y reaccionó "destruyendo a la destructora". Sabich está horrorizado, pero no quiere quitarle la madre a su hijo, por lo que decide no contarle a nadie lo que hizo su esposa y dejar que el asesinato siga sin resolverse.

## Reparto
- Harrison Ford ... Rozat "Rusty" Sabich
- Brian Dennehy ... Raymond Horgan
- Raúl Juliá ... Sandy Stern
- Bonnie Bedelia ... Barbara Sabich
- Paul Winfield ... Juez Larren Lyttle
- Greta Scacchi ... Carolyn Polhemus
- John Spencer ... Detective Lipranzer
- Joe Grifasi ... Tommy Molto
- Bradley Whitford ... Jamie Kemp
- Christine Estabrook ... Lydia 'Mac' MacDougall
- Jesse Bradford ... Nat Sabich
- Joseph Mazzello ... Wendell McGaffen

## Doblaje
| Personaje                       | Actor original      | Actor de doblaje - México |
| ------------------------------- | ------------------- | ------------------------- |
| Rozat K. 'Rusty' Sabich         | Harrison Ford       | Pedro D'Aguillón Jr.      |
| Raymond Horgan                  | Brian Dennehy       | Maynardo Zavala           |
| Barbara Sabich                  | Bonnie Bedelia      | Rebecca Rambal            |
| Tommy Molto                     | Joe Grifasi         | Roberto Alexander         |
| Nico Della Guardia              | Tom Mardirosian     | Javier Pontón             |
| Carolyn Polhemus                | Greta Scacchi       | Andrea Coto               |
| Sr. Polhemus                    | Michael Tolan       | Carlos Rotzinger          |
| Leon Wells                      | Leland Gantt        | Carlos Rotzinger          |
| Lydia 'Mac' MacDougall          | Christine Estabrook | Fabiola Stevenson         |
| Juez Larren Lyttle              | Paul Winfield       | Pedro D'Aguillón          |
| Alejandro 'Sandy' Stern         | Raúl Juliá          | Sergio Barrios            |
| Dr. 'Indoloro' Kumagai          | Sab Shimono         | Ricardo Hill              |
| Detective Lipranzer             | John Spencer        | Jesse Conde               |
| Louis Balestrieri               | John Seitz          | Alfredo Lara              |
| Sargento Lionel Kenneally       | Madison Arnold      | Alfonso Ramírez           |
| Detective Harold Greer          | Tucker Smallwood    | José Carlos Moreno        |
| Stew Dubinsky                   | Ron Frazier         | N/A                       |
| Jamie Kemp                      | Bradley Whitford    | Rafael Rivera             |
| Nat Sabich                      | Jesse Bradford      | Rodolfo Vargas            |
| Detective Jim (arresta a Rusty) | Ed Wheeler          | Armando Réndiz            |
| Lector de noticias Canal 6      | Nick Pernice        | Armando Réndiz            |
| Insertos                        | N/A                 | Maynardo Zavala           |